# Cimetière israélite de La Paz
Le cimetière israélite de La Paz (en espagnol : Cementerio Israelita de La Paz) est le seul cimetière juif en Uruguay, situé dans la ville de La Paz.

## Personnalités reposant dans ce cimetière
- Monsieur Chouchani (1895-1968), figure majeure de la vie intellectuelle juive du XXe siècle.